# Toshimasa Furuta
| Asteróides descobertos: 10 | Asteróides descobertos: 10 |
| -------------------------- | -------------------------- |
| 5333 Kanaya                | 18 de Outubro, 1990        |
| 5334 Mishima               | 8 de Fevereiro, 1991       |
| 5743 Kato                  | 19 de Outubro, 1990        |
| 6251 Setsuko               | 25 de Fevereiro, 1992      |
| 6419 Susono                | 7 de Dezembro, 1993        |
| 6792 Akiyamatakashi        | 30 de Novembro, 1991       |
| 6961 Ashitaka              | 26 de Maio, 1989           |
| 7472 Kumakiri              | 13 de Fevereiro, 1992      |
| 8273 Apatheia              | 29 de Novembro, 1989       |
| 9033 Kawane                | 4 de Janeiro, 1990         |
| 1. com Makio Akiyama       |                            |

Toshimasa Furuta (古田 俊正, Furuta Toshimasa) é um astrônomo japonês prolífico descobridor de asteróides.